# Johann Gallo
Johann Alois Gallo (* 17. Oktober 1944) ist ein österreichischer Ziviltechniker und Politiker (FPK, früher FPÖ bzw. BZÖ). Er war von 1994 bis 2013 Abgeordneter zum Kärntner Landtag und war seit 18. Dezember 2008 3. Landtagspräsident. 

## Ausbildung und Beruf
Gallo besuchte die Volks- und Hauptschule und im Anschluss eine Bundesgewerbeschule (Fachschule für Maschinenbau). Er legte in der Folge die Reifeprüfung an der Höheren Technischen Bundeslehranstalt in Klagenfurt (Abteilung Maschinenbau) ab und studierte danach Vermessungswesen an der Technischen Hochschule Wien. Er schloss ein Studium mit dem akademischen Grad Dipl-Ing. ab.
Gallo war nach seinem Studium als Ingenieurkonsulent für Vermessungswesen tätig und machte sich 1977 mit einer Ziviltechnikerkanzlei (Vermessungsbüro) selbständig. 

## Politik
Gallo war seit 1985 Gemeinderat in Paternion und übte von 1997 bis 2003 das Amt des Vizebürgermeisters aus. Seit dem 19. April 1994 war Gallo Abgeordneter zum Kärntner Landtag und seit 1999 Vorsitzender des Bildungs- und Kulturausschusses. Von 2001 bis 2009 war er Klubobmann-Stellvertreter des FPÖ-Landtagsklubs gewählt, im Zuge der Spaltung der Partei wechselte Gallo wie nahezu alle Kärntner Landtagsabgeordneten von 2005 bis 2009 zum BZÖ, das sich in dieser Form, seit der Kooperation auf Bundesebene mit der FPÖ, in Kärnten wieder auflöste und nun die eigenständige Partei der Freiheitlichen in Kärnten ist. Im Freiheitlichen-Landtagsklub übernahm Gallo die Rolle des Bereichssprechers Kultur und Umwelt/Energie.

## Privates
Gallo ist verheiratet und wohnt in Mühlboden.

## Auszeichnungen
- Ehrenpionier der Villacher Garnison[1]
- 2013: Kärntner Landesorden in Silber